# Polski Fiat 125P Pick-up
Le Fiat Polski 125P Pick-up était la version utilitaire de la berline Fiat Polski 125P fabriquée sous licence en Pologne par Fiat-Polski dans son usine de Varsovie entre 1975 et 1991.

## Histoire
Le constructeur italien Fiat était présent en Pologne dès 1920, avec une filiale de production locale et une usine à Varsovie où il fabriquait des automobiles et des camions.
La production des usines Fiat-Polski s'arrêta brutalement en septembre 1939 avec l'invasion de la Pologne par l'armée nazie. Beaucoup de ces véhicules furent réquisitionnés par les troupes allemandes. 
Cette aventure de Fiat en terre polonaise ne fut pas vaine car, le 22 décembre 1965, le Gouvernement polonais signa un grand accord de coopération avec le constructeur italien pour fabriquer localement la Fiat 125 qui deviendra la voiture porte-drapeau du pays et assurera sa motorisation de masse. Fiat restructura l'antique usine de Varsovie pour y fabriquer la variante polonaise de la Fiat 125, la Fiat Polski 125P sous licence. 
La première Fiat Polski 125P sortit de l'usine le 22 novembre 1967. Cette automobile était la copie de la Fiat 125 dont la production allait s'arrêter en Italie peu de temps après, remplacée par la Fiat 132 dont quelques exemplaires seront aussi assemblés en Pologne en CKD. 
Elle sera disponible en plusieurs versions de carrosserie : berline, break, limousine, sport, décapotable et pick-up. Un projet de coupé resta au stade de prototype. 
Basée sur la carrosserie de la Fiat 125 italienne et une motorisation empruntée aux anciennes Fiat 1300/1500, elle était facilement reconnaissable par ses phares ronds au lieu des phares carrés de l'original italien. Les finitions intérieures, bien que de bon niveau, étaient plus simples.
Elle resta en fabrication sous la marque Fiat-Polski 125P de 1967 à 1982, date à laquelle prit fin le contrat de licence avec Fiat Auto. Elle continua sa brillante carrière sous le nom de FSO 125P jusqu'au 29 juin 1991, date à laquelle sa fabrication s'arrêta après 1.445.699 exemplaires produits.
En 1978, FSO avec l'aide de Fiat Auto, développa une version spécifique de la FSO 125P appelée Polonez, avec une carrosserie « plus à la mode », comportant un hayon. La fabrication de la FSO Polonez, qui conservait la même base mécanique de la Fiat Polski 125P, continua jusqu'à la fermeture de la vieille usine obsolète FSO de Varsovie, rachetée par Daewoo en 2001, et qui a été mise en faillite peu après.

## La Fiat Polski 125PPick-up
Le Fiat Polski 125P Pick-up a été présenté officiellement en 1972 mais sa fabrication n'a débuté qu'en 1975. La ligne de carrosserie était parfaitement conservée jusqu'au montant central entre les deux portières. Le plateau, d'une surface utile de 2,5 m², était habillé latéralement par un élément de carrosserie parfaitement aligné avec l'avant et non pas comme souvent, un plateau rajouté aux formes de plateau de camionnette saillant.
Le châssis du la version pick-up était caractérisé par l'utilisation de la plateforme de base de la voiture légèrement renforcée pour supporter la charge utile de 550 kg à l'arrière. Le véhicule était équipé du même essieu rigide mais monté sur des ressorts à lames plus épais. 
Comme pour la berline et le break, le client avait le choix entre deux motorisations:
- moteur Fiat 116 de 1.295 cm3 développant 60 Ch DIN à 5.000 tr/min,
- moteur Fiat 115 de 1.481 cm3 développant 70 Ch DIN à 5.400 tr/min,

À partir de 1975, les moteurs ont été mis à niveau, ce qui leur a permis d’enregistrer une augmentation de 5 Ch, fournissant respectivement 65 et 75 Ch. 
Toutes les versions de pick-up étaient équipées d'une simple propulsion, aucune variante à quatre roues motrices n'a jamais été proposée.

### Les deux variantes de la Fiat Polski 125PPick-up
Le Fiat Polski 125P Pick-up a été fabriqué en deux variantes : 
- version standard ou courte, de 1975 à 1983,
- version longue de 1981 au 29 juin 1991.

En 1981, à la demande de l'importateur finlandais de la marque, le plateau fut allongé de 209 mm. En effet, la Finlande taxait peu les véhicules utilitaires dont le plateau avait une longueur de chargement supérieure à 1850 mm. Le plateau du modèle polonais de base mesurait 1.735 de longueur x  1.300 mm de largeur. Le constructeur polonais dont les véhicules se nommaient désormais FSO 125P Pick-up depuis le 1er janvier 1983, décida de prendre en considération ce point et de lancer une version longue, comprenant aussi qu’un tel véhicule se vendrait mieux sur les autres marchés également. La longueur totale de cette version passa donc de 4.234 mm à 4.443 mm. 

### Le Fiat Polski 125P Pick-up aux États-Unis
Au milieu des années 1970, une variante du pick-up a également été modifiée pour satisfaire aux normes américaines pour une commercialisation sur le marché nord-américain. Trois prototypes ont été équipés d'amortisseurs similaires à ceux de la Volvo 164, d'un moteur V4 et d'une boîte de vitesses Ford afin de satisfaire aux normes plus strictes en matière d'émissions ainsi que d'un système de suspension différent. Un seul exemplaire du prototype a été testé à Falenica (Varsovie) avant d'envoyer les trois exemplaires pour des tests d'homologation aux États-Unis en 1975. En 1980, face aux difficultés rencontrées pour faire homologuer le véhicule, le constructeur polonais a décidé de ne pas le commercialiser aux États-Unis. 

## La Fiat 125P à l'étranger
- Ex Yougoslavie : le constructeur serbe Zastava, également dépendant du groupe Fiat, a assemblé 114.526 exemplaires de la Fiat 125P en CKD, en échange de la Zastava 1100 à assembler par Polski Fiat.